# 秦逵
秦逵（？—1392年），字文勇，江浙行省寧國路宣城縣（今宣州）人，明朝政治人物。

## 生平
洪武十八年（1385年）由國子生中式乙丑科进士二甲第十二名，后历任副都御史，奉命清理牢狱囚犯，执法宽严得体。后升任工部侍郎、晋升工部尚书。洪武二十五年致仕。